# Barata-rinoceronte
A Barata-rinoceronte (Macropanesthia rhinoceros) é um dos maiores insetos conhecidos.
São nativas da Austrália.